# سیارک ۸۹۹۳
سیارک ۸۹۹۳ (به انگلیسی: 8993 Ingstad، نامگذاری:1980UL) هشت هزار و نهصد و نود و سومین سیارک کشف شده‌است که در ۳۰ اکتبر ۱۹۸۰ کشف شد.